# Valeria Puig
Valeria Puig   (Montevideo, 28 de maig de 1988) és una guionista, productora i directora de cinema uruguaiana.

## Filmografia
| Any  | Pel·lícula                             | Guionista   | Directora   | Productora   | Paper                                      |
| ---- | -------------------------------------- | ----------- | ----------- | ------------ | ------------------------------------------ |
| 2014 | The World Behind a Glass               | x           | x           | x            |                                            |
| 2012 | White Collar Hooligans 2: England Away |             |             |              | Directora de producció i 2a AD             |
| 2011 | Run                                    |             |             |              | Editoria de Guió                           |
| 2011 | Confessions of a Taxi Driver           | x           | x           | x            | Guionista, productora i directora          |
| 2010 | Male Mode                              |             |             |              | Fotògraf i editora.                        |
| 2010 | How to Become a Criminal Mastermind    |             |             |              | Coordinadora de producció i 2a AD          |
| 2010 | Freefalling                            |             | x           | x            | Editora de guió i consultora de l'argument |
| 2009 | Domino                                 |             |             |              | Directora de fotografia                    |
| 2009 | The Cube                               | x           |             | Coproductora | Operadora de càmera                        |
| 2009 | Figlio di                              |             |             | x            | Implicada en la preproducció               |
| 2009 | Dario Fo                               |             |             |              | Coeditora                                  |
| 2009 | G in Key Major                         | Coguionista | Codirectora | Coproductora |                                            |
| 2009 | Funk & Angel                           |             |             |              | Editora de guió i consultora de l'argument |
| 2008 | The Lines of the Road                  | x           | x           | x            | Operadora de càmera                        |
| 2008 | Mic & Rob                              | Co-Writer   |             |              | Coanimadora                                |
| 2007 | Punta del Este                         |             |             |              | Editora de guió i consultora de l'argument |